# La Motte-Fouquet
La Motte-Fouquet is een gemeente in het Franse departement Orne (regio Normandië) en telt 148 inwoners (1999). De plaats maakt deel uit van het arrondissement Alençon.

## Geografie
De oppervlakte van La Motte-Fouquet bedraagt 9,5 km², de bevolkingsdichtheid is 15,6 inwoners per km².
De onderstaande kaart toont de ligging van La Motte-Fouquet met de belangrijkste infrastructuur en aangrenzende gemeenten.

## Demografie
Onderstaande figuur toont het verloop van het inwonertal (bron: INSEE-tellingen).